# Red Bull RB12
De Red Bull RB12 is een Formule 1-auto die gebruikt werd door het team Red Bull Racing in het seizoen 2016. Na een moeilijk 2015 werd oorspronkelijk de beslissing genomen om in 2016 niet meer met Renault-motoren te rijden. Echter liepen gesprekken met Ferrari en Mercedes spaak, waardoor Red Bull met Renault-motoren bleef rijden. Deze motoren kregen de naam TAG Heuer.

## Onthulling
Op 17 februari 2016 werd de kleurstelling van de RB12 onthuld in Londen, Engeland, op de RB11, de bolide van 2015. Op 22 februari, kort voor het begin van de wintertests op het Circuit de Barcelona-Catalunya, werd de kleurstelling onthuld op de nieuwe auto door middel van het plaatsen van foto's op het internet. De auto wordt, net zoals in 2015, bestuurd door Daniel Ricciardo en Daniil Kvjat. Na de vierde race werd Kvjat vervangen door Max Verstappen, terwijl Kvjat werd teruggezet naar zusterteam Scuderia Toro Rosso.

## Resultaten
| Resultaat                       |
| ------------------------------- |
| Winnaar                         |
| Tweede plaats                   |
| Derde plaats                    |
| Gefinisht (punten behaald)      |
| Gefinisht (geen punten behaald) |
| Niet geklasseerd (NC)           |
| Uitgevallen (DNF)               |
| Niet gekwalificeerd (DNQ)       |
| Gediskwalificeerd (DSQ)         |
| Niet gestart (DNS)              |
| Gewond (INJ)                    |
| Uitgesloten (EX)                |
| Teruggetrokken (WD)             |
| Niet deelgenomen (blanco cel)   |
| P Pole position                 |
| S Snelste ronde                 |

| Jaar | Chassis       | Motor     | Banden | Coureurs         | 1   | 2   | 3   | 4   | 5   | 6   | 7   | 8   | 9   | 10  | 11  | 12  | 13  | 14  | 15  | 16  | 17  | 18  | 19  | 20  | 21  | Punten | WK-plaats |
| ---- | ------------- | --------- | ------ | ---------------- | --- | --- | --- | --- | --- | --- | --- | --- | --- | --- | --- | --- | --- | --- | --- | --- | --- | --- | --- | --- | --- | ------ | --------- |
| 2016 | Red Bull RB12 | TAG Heuer | P      |                  | AUS | BHR | CHN | RUS | SPA | MON | CAN | EUR | OOS | GBR | HON | DUI | BEL | ITA | SIN | MAL | JPN | VST | MEX | BRA | ABU | 468    | Zilver    |
| 2016 | Red Bull RB12 | TAG Heuer | P      | Daniel Ricciardo | 4   | 4   | 4   | 11  | 4   | 2   | 7   | 7   | 5   | 4   | 3   | 2   | 2   | 5   | 2   | 1   | 6   | 3   | 3   | 8   | 5   | 468    | Zilver    |
| 2016 | Red Bull RB12 | TAG Heuer | P      | Daniil Kvjat     | DNS | 7   | 3   | 15  |     |     |     |     |     |     |     |     |     |     |     |     |     |     |     |     |     | 468    | Zilver    |
| 2016 | Red Bull RB12 | TAG Heuer | P      | Max Verstappen   |     |     |     |     | 1   | DNF | 4   | 8   | 2   | 2   | 5   | 3   | 11  | 7   | 6   | 2   | 2   | DNF | 4   | 3   | 4   | 468    | Zilver    |
| Jaar | Chassis       | Motor     | Banden | Coureurs         | 1   | 2   | 3   | 4   | 5   | 6   | 7   | 8   | 9   | 10  | 11  | 12  | 13  | 14  | 15  | 16  | 17  | 18  | 19  | 20  | 21  | Punten | WK-plaats |

Ferrari SF16-H ·
Force India VJM09 ·
Haas VF-16 ·
Manor MRT05 ·
McLaren MP4-31 ·
Mercedes F1 W07 Hybrid ·
Red Bull RB12 ·
Renault RS16 ·
Sauber C35 ·
Toro Rosso STR11 ·
Williams FW38